# Mallard BASIC
 (septembre 2020).
Si vous disposez d'ouvrages ou d'articles de référence ou si vous connaissez des sites web de qualité traitant du thème abordé ici, merci de compléter l'article en donnant les références utiles à sa vérifiabilité et en les liant à la section « Notes et références ».
 (septembre 2020).
Le Mallard BASIC est un interpréteur BASIC pour CP / M produit par Locomotive Software et fourni avec la gamme d'ordinateurs pour petites entreprises Amstrad PCW, la version +3 du ZX Spectrum de CP / M Plus et le deuxième processeur Zilog Z80 d'Acorn BBC Micro.
Dans les années 1980, il était courant dans l'industrie d'intégrer un interpréteur BASIC aux micro-ordinateurs, et le PCW suivait cette pratique. Bien que le PCW fût principalement un traitement de texte dédié à un usage professionnel fonctionnant sous LocoScript, il tournait sous le système d'exploitation CP/M.
Il existait de nombreuses implémentations de BASIC pour CP/M, telles que CBASIC (en) de Digital Research et ZBasic (en) d'un tiers, mais elles suivaient le modèle des compilateurs des années 1970 qui étaient alimentés par du code source préparé dans un éditeur de texte séparé. Dans ces cas, BASIC n'était pas intégré, l'utilisateur devait préparer un programme puis invoquer BASIC pour l'exécuter.
En revanche, les ordinateurs personnels de l'époque avaient adopté le langage BASIC comme interface principale. Au lieu de démarrer sous CP/M ou un système d'exploitation similaire, ces machines démarraient directement sous BASIC, généralement stocké dans la mémoire morte. Elles comprenaient également un éditeur d'écran intégré. Mallard s'inspirait de ce modèle, avec un éditeur intégré spécialement conçu pour l'écran non standard de 90 colonnes du PCW.
Bien que le PCW offrait une excellente prise en charge graphique monochrome pour son époque et ses spécifications, comparable à celle de la carte Hercules pour les ordinateurs compatibles IBM PC, Mallard BASIC ne disposait d'aucune prise en charge graphique. À la place, Locomotive Software l'a optimisé pour une utilisation professionnelle, avec, par exemple, une prise en charge complète des fichiers à accès aléatoire ISAM, facilitant ainsi l'écriture d'applications de base de données.
Il a également été optimisé pour la vitesse — il tire son nom de la locomotive LNER Class A4 4468 Mallard, la locomotive à vapeur la plus rapide au monde, démontrant une fois de plus le penchant de l'entreprise pour les noms inspirés du monde ferroviaire. En fait, le nom Locomotive Software vient de l'expression « courir comme un train » et c'est ce thème qui a été utilisé pour nommer Mallard BASIC — aucun autre produit Locomotive Software n'a été nommé d'après un élément lié au chemin de fer.
La version Acorn a été conçue simplement pour exécuter les produits de comptabilité pour petites entreprises de Compact Software. Acorn l'a incluse afin de cibler les petites entreprises avec son deuxième processeur Z80. La principale innovation de Mallard, conçue spécialement pour Acorn, a été l'ajout du système de classement à accès clé Jetsam B*-tree afin d'offrir des fonctionnalités similaires (mais supérieures) à celles du produit Miksam initialement conçu par Compact.
Les graphiques pouvaient être implémentés en chargeant l'extension GSX dans CP/M, mais cela était fastidieux pour les programmeurs BASIC.
Le manque de prise en charge graphique a été corrigé par plusieurs kits d'outils BASIC, dont le plus populaire était Lightning Extended BASIC (LEB — voir les liens externes). Ce kit corrigeait Mallard BASIC en remplaçant le mot-clé LET redondant par LEB, qui pouvait être suivi d'une grande variété de paramètres permettant de dessiner des graphiques sophistiqués (pour l'époque) à l'écran, de les enregistrer sur disque, de les imprimer, etc.
L'application Mallard la plus répandue à ce jour était sans doute RPED, l'éditeur de texte fourni avec le PCW. Son nom était l'abréviation de Roland Perry's EDitor, le programme ayant été rapidement écrit par Roland Perry, le directeur d'Amstrad chargé du développement des produits informatiques, lorsqu'il s'est rendu compte que CP/M-80 n'était pas fourni avec un éditeur plein écran utilisable, alors que les utilisateurs avaient besoin d'éditer des fichiers de configuration. Le même problème se posait avec DOS Plus (en) et MS-DOS fournis avec les ordinateurs Amstrad compatibles IBM, mais le RPED pour ces machines était écrit en assembleur Intel 8086, et non en Mallard BASIC.
La version IBM PC de Mallard Basic est toujours disponible auprès de LocoScript Software sous forme de programme MS-DOS, qui fonctionnera sous Windows en tant que version sur disque uniquement avec licence ou avec le manuel d'introduction et de référence complet.